# Freycinetia jagorii
Freycinetia jagorii är en enhjärtbladig växtart som beskrevs av Otto Warburg. Freycinetia jagorii ingår i släktet Freycinetia och familjen Pandanaceae.
Artens utbredningsområde är Filippinerna. Inga underarter finns listade.